# باني مكديرميد
باني مكديرميد (من مواليد 1957 أو 1958 في كرايست تشرش) هي ناشطة بيئية من نيوزيلندا، شغلت (مع جينيفر مورغان) منصب المدير التنفيذي لمنظمة السلام الأخضر الدولية غير الحكومية منذ 4 أبريل 2016. كانت ناشطة لأكثر من 30 عامًا، وقادت حملات وطنية ودولية بما في ذلك في موطنها نيوزيلندا.

## نشاطها
بدأت حياتها المهنية في منظمة السلام الأخضر كمتطوعة على قارب «محارب قوس المطر» في 1984. أسست مكتبًا إقليميًا في المحيط الهادئ يعمل في مجال المناخ والغابات والمحيطات. كما نسقت العمل النووي الدولي والعمل في أعماق البحار لعدة سنوات. وهي إحدى المساهمات في قرية أواواروا البيئية.